# Zambias historia
Zambias historia präglas av landets tillgångar på koppar, som ända sedan 1900-talets början har brutits i landet.

## Förkolonial historia
De första invånarna i dagens Zambia var en jägare-samlare-kultur, som är dokumenterad sedan omkring 8000 f.Kr. 
Under de första åren e.Kr. började jordbrukande och boskapsskötande bantufolk invandra i området norrifrån. Dessa folk införde även järnet i området.
Efter år 1000 kom ytterligare invandringsvågor, och från 1500- till 1700-talet påverkades området av de stora luba- och lundarikena.

## Kolonialperioden
År 1888 fick South Africa Company styrt av Cecil Rhodes medgivande från lokala hövdingar att bryta mineraler. Rhodes gjorde Zambia (då kallat Nordrhodesia) till en brittisk koloni varifrån det gick att hämta billig arbetskraft.
Under tiden mellan första och andra världskriget utvecklades Nordrhodesia till att bli en av världens största exportörer av koppar. Inkomsterna ledde varken till bättre levnadsförhållanden eller en industrialisering av Zambia. Jordbruket drabbas också negativt under denna period då män jobbade inom gruvindustrin istället för inom jordbruket.
De dåliga förhållandena inom gruvindustrin ledde till Kopparbältsstrejken 1935. Strejken krossades dock av myndigheterna och 13 personer mördades i efterdyningarna. Britterna hade tankar på att skapa en federation innehållande Sydrhodesia, Nordrhodesia och Nyasaland. Dessa lades på is under andra världskriget men väcktes åter till liv efter krigets slut. Detta väckte dock en oro bland det zambiska folket som var rädda för diskrimineringen skulle förbli evig. Av den anledningen organiserade de sitt motstånd och bildade Northern Rhodesia Congress som sedan ändrades till Northern Rhodesia African National Congress. 1953 slogs Zambia och Nyasaland (nuvarande Malawi) ihop till den Centralafrikanska federationen där de vitas rättigheter skrevs in i konstitutionen.
Ur ANC bröt sig en radikal grupp som krävde självständighet. Gruppen bildade partiet United National Independence Party som förbjöds och deras ledare Kenneth Kaunda sattes i fängelse. 

## Självständighet
Efter federationens upplösning 1963 blev Nordrhodesia självständigt 1964 som Zambia. Kaunda blev premiärminister, och senare samma år president. Successivt infördes ett enpartisystem.
1991 hölls för första gången sedan 1960-talet val i Zambia där flera partier tilläts och valet blev en framgång eftersom det genomfördes utan anklagelser om fusk. Vinnare blev Movement for Multiparty Democracy (MND) som tog 125 av 150 platser i nationalförsamlingen och den nye presidenten Frederick Chiluba som fick 76 % av rösterna. 1996 försökte Kaunda att ställa upp i återval mot Chiluba men hindrades av en lag om att bägge ens föräldrar måste vara födda i Zambia, Kaundas föräldrar kommer från Malawi. Lagen hade instiftats för att förhindra Kaundas presidentkampanj. 28 oktober 1997 skedde en statskupp där arméofficerare tog kontrollen över den statliga radion där de hävdade att Chiluba hade avsatts. Kuppen misslyckades och 84 personer arresterades, däribland Kaunda. 